# La fierecilla domada
La fierecilla domada (título original, The Taming of the Shrew, también traducida como La doma de la bravía o La doma de la furia ), es una comedia de William Shakespeare. Es una de sus obras más populares, tanto dentro como fuera de su país, como lo demuestra, por ejemplo, el hecho de que sea la quinta obra que más veces ha sido traducida al español de entre las treinta y siete que se conservan de su autor, únicamente precedida por Romeo y Julieta, Hamlet, Macbeth y El rey Lear, y por delante de obras como El sueño de una noche de verano, Julio César o incluso Otelo.

## Personajes principales
- Bautista: Padre de Catalina y Blanca. Es un noble de Padua con bastante dinero.

- Catalina: Hija mayor de Bautista. Es bella, muy inteligente y tiene mucho carácter. Siente devoción por fastidiar a los demás (sobre todo a Blanca). Es un personaje que evoluciona de una forma exagerada, un cambio demasiado radical y en muy poco tiempo, como para que se le considere un personaje redondo. Es un personaje estereotipado, que tiene como función poner en relieve lo que quiere expresar el autor.

- Blanca: Hija menor de Bautista (y la favorita). Ella es guapísima, dulce y tiene compostura. Es pretendida por Lucencio, Hortensio y Gremio, y es el personaje central de la acción secundaria. Pero el amor la hace cambiar y se vuelve hacia su padre y enamorados.

- Lucencio: Joven de Pisa que va a Padua a estudiar, cuando ve a Blanca y se enamora. Intentará enamorarla (no comprarla) y lo conseguirá. Para poder entrar en la casa se hará pasar por profesor de latín.

- Gremio: Personaje mayor y secundario. Posee una pequeña fortuna. Da juego a la acción secundaria.

- Hortensio: Amigo de Petrucho. Es el último pretendiente de Blanca y este también se hace pasar por maestro, de música en este caso. Al final acaba casándose con una viuda.

- Petrucho: Es el pretendiente de Catalina. Viene de Verona, donde acaba de morir su padre, quien le ha dejado una pequeña herencia y llega a Padua con la intención de ganar dinero. Personaje de carácter fuerte, es inteligente y muy bruto. Según lo que dicen, es el profesor de la escuela donde se doman fieras.

- Tranio, Biondelo: Criados de Lucencio. Para que este pueda entrar en casa de Bautista se cambian de papel: Tranio pasará a ser Lucencio y Lucencio, Tranio.

- Vicencio: Padre de Lucencio. Es un hombre pudiente, que quiere mucho a su hijo.

- Gremio, Curtis: Son los criados de Petrucho. No demuestran mucha estima por su señor pero hacen todo lo que les dice. También colaboran en el maltrato psicológico de Catalina.

## Sinopsis
La obra se basa en el carácter díscolo y malhumorado de Catalina Minola, mujer que ahuyenta, no pocas veces, a golpes, a cuantos pretendientes se interesan por ella ante su padre. El asunto no tendría mayor transcendencia si no fuese porque, según la costumbre, el padre de Catalina, el rico Bautista Minola, se niega a entregar en matrimonio a su hija menor, Blanca, hasta que no haya casado a la mayor, para desconsuelo de los ambiciosos aspirantes a su mano, Hortensio, Gremio y Lucencio. La llegada a la ciudad de Petruchio, un joven ambicioso y despreocupado y su disposición a cortejar a Catalina proporcionan a los pretendientes de Blanca una esperanza para la que unan sus esfuerzos a los del ya casi desesperado Bautista.

## Origen
Mucho se ha escrito acerca del origen del argumento de la obra, aunque lo único en lo que la crítica parece estar de acuerdo es en el hecho de que el argumento principal no es original de Shakespeare. El esquema argumental básico de la obra se repite, con muy pequeñas variaciones, en diversos textos de tradición oral o escrita diseminados por toda Europa, por Asia e incluso en América precolombina.
Uno de los más conocidos de entre esos textos es el cuento «Lo que sucedió a un mancebo que casó con una muchacha muy rebelde» número 35 de entre los incluidos en El conde Lucanor, de don Juan Manuel. No obstante, entre todos esos relatos y el texto de Shakespeare existen diferencias fundamentales, y no solo en lo que concierne a su desenlace, que inducen a pensar que, si bien es muy probable que el dramaturgo isabelino conociera el argumento a partir de esa tradición, no se inspiró en ningún texto a la hora de componer su obra.

## Reseña
Al día siguiente se presentan en casa de Bautista el falso Lucencio (que no es más que el criado Tranio) con un profesor de latín (el verdadero Lucencio) y Petruchio con un profesor de música (Hortensio disfrazado). El falso Lucencio anuncia su interés por desposar a Blanca y Petruchio el suyo por Catalina ante el asombro general.
El encuentro entre Petruchio y Catalina es un desastre, ella se muestra muy arisca y él reacciona con gran ironía. Al final Petruchio anuncia su boda para dentro de una semana y abandona Padua por motivos personales.
Catalina llega a su nueva casa agotada del viaje mientras Petruchio la sigue tratando con muchísima ironía. Cualquier excusa es buena para no dejar comer ni dormir a Catalina y así "domarle" el carácter.
Cuando el verdadero Vincencio llega a Padua acompañado de Petruchio y Catalina, se prende la mecha de la confusión y el lío ante tanto cambio de identidades y tras algunos apuros todo se soluciona cuando el verdadero Lucencio cuenta toda la verdad del asunto y anuncia además, que se ha casado en secreto con Blanca. Todos se alegran y van al banquete donde Lucencio, Hortensio (ahora casado con una viuda tras abandonar su idea de seguir cortejando a Blanca) y Petruchio apuestan 100 coronas para ver quien tiene la mujer más obediente de todas. Dicha apuesta la gana Petruchio al quedar demostrada la obediencia de Catalina que ya no es la bravía que todos creían.

## Cine

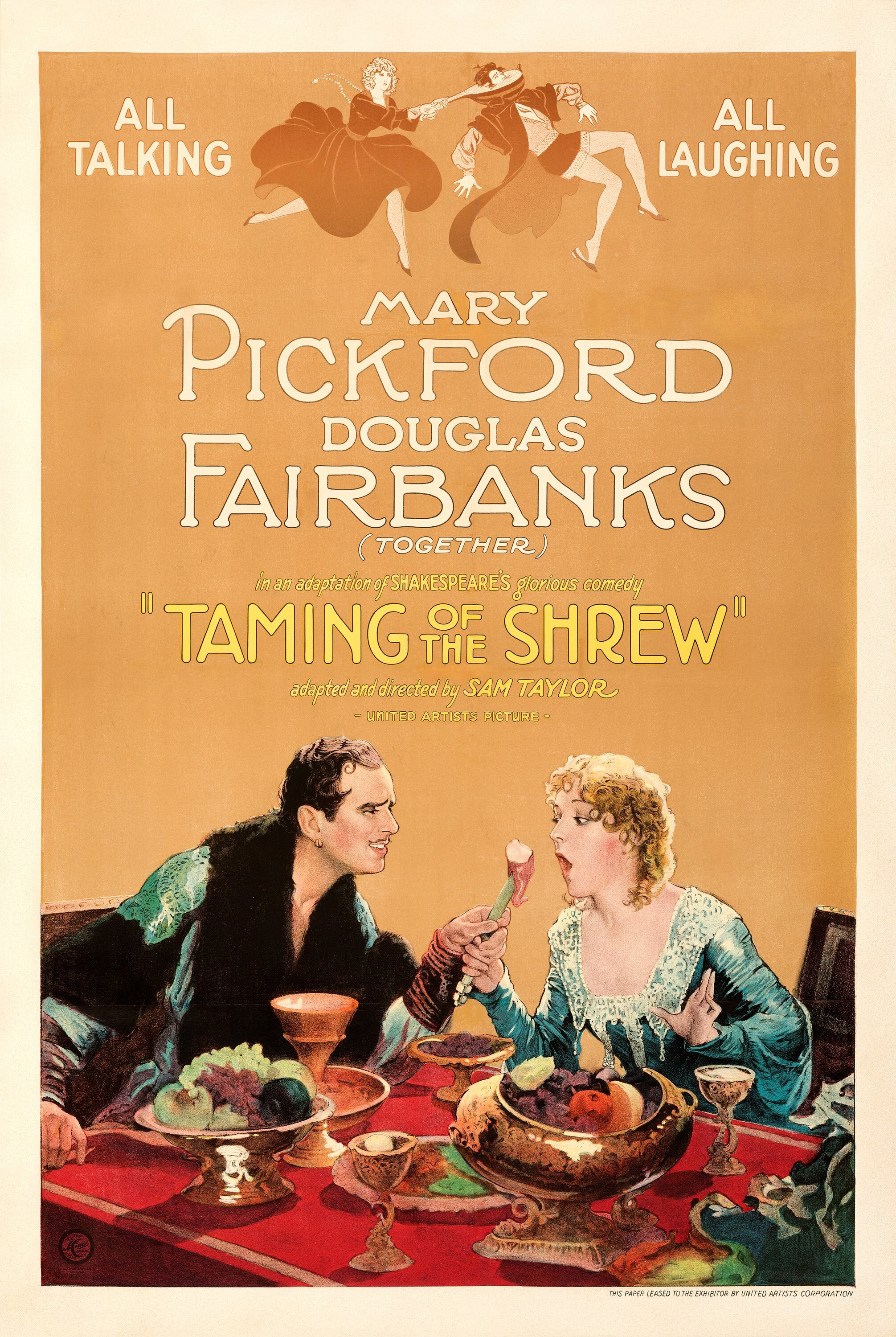
Douglas Fairbanks y Mary Pickford en un cartel de la película de 1929

- La primera adaptación, de 1929, fue dirigida por Sam Taylor y contó con Mary Pickford para representar el personaje principal femenino y su marido Douglas Fairbanks hasta ese momento.
- La versión con Carmen Sevilla en el papel de Catalina: La fierecilla domada, de Antonio Román (1956).
- Franco Zeffirelli dirigió en 1967 La fierecilla domada, protagonizada por Richard Burton y Elizabeth Taylor, también esposos en ese momento.
- Diez cosas que odio de ti es una versión moderna y juvenil de 1999, con Julia Stiles en el papel de Katarina (Catalina), Heath Ledger en el de Patrick Verona (Petruchio), Larisa Oleynik como Bianca (Blanca) y Joseph Gordon-Levitt como Cameron (Lucencio).

Algunas adaptaciones para la televisión son:
- En Chile, el canal estatal TVN llevó a cabo la telenovela La fiera, transmitida en el primer semestre del año 1999.
- El clavel y la rosa, telenovela brasileña emitida entre 2000 y 2001 por Red Globo de Televisión.

## Teatro en español
- Teatre Grec, Barcelona, 1957
  - Dirección: José Luis Alonso Mañés
  - Intérpretes: María Jesús Valdés, José María Mompín, Adela Carbone, Jesús Puente, Fernando Delgado, Alberto Bové, José María Prada, Mari Paz Molinero.

- Teatro Infanta Beatriz, Madrid, 1958
  - Dirección: Fernando Fernán-Gómez
  - Intérpretes: Margarita Gil, Maite Blasco, Pepita Alfonso, Fernando Fernán-Gómez, Manuel Alejandre, Agustín González, Francisco Valladares, Carlos Sánchez, Delia Luna, Analia Gade, José Balaguer, Luis de Sola, Guillermo Amengual.

- Teatro Español, Madrid, 1975
  - Dirección: Juan Guerrero Zamora
  - Escenografía: Jaime Queralt
  - Intérpretes: Nuria Torray, Carlos Ballesteros, Margarita Calahorra, José María Caffarel, Guillermo Marin, Teófilo Calle, Antonio Medina (actor), Enric Arredondo, José Caride.